# Szennyvíz

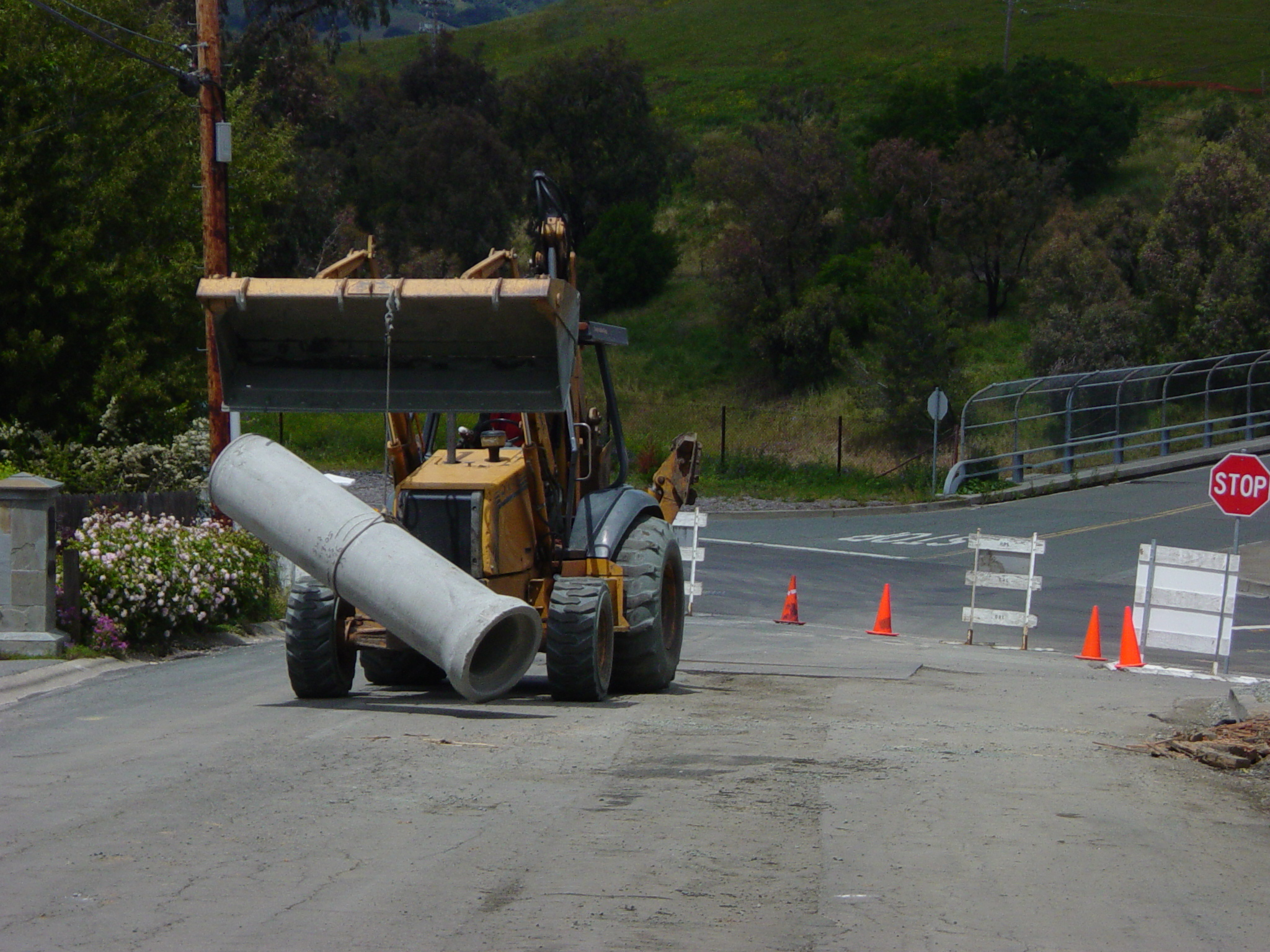
Szennyvíz elvezető csatorna építése

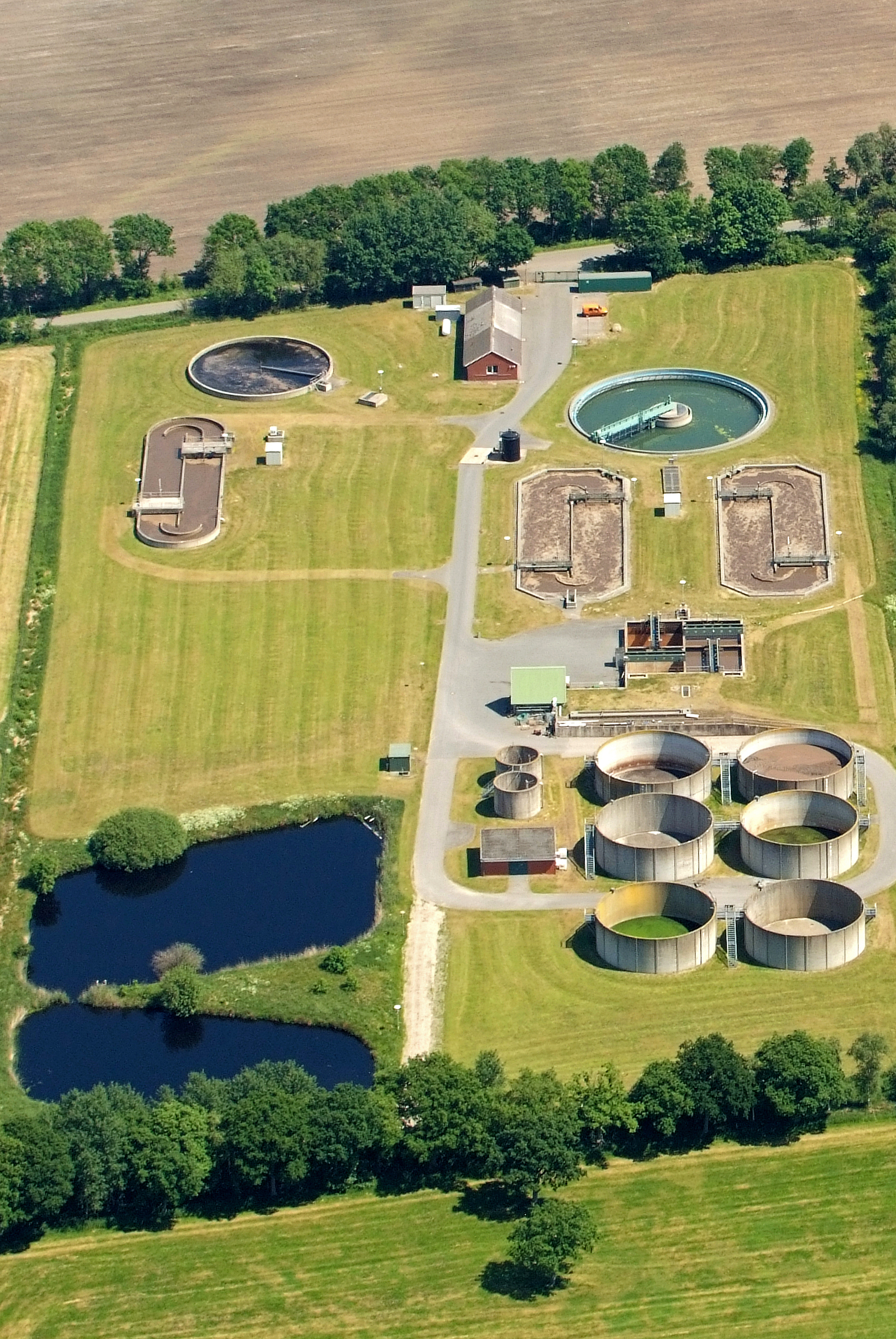
Szennyvíztelep a németországi Cuxhavenben

A szennyvíz az ipari vagy háztartási vízfogyasztás végterméke, lényegében bármely olyan víz, amely emberi behatásra szennyeződött, illetve eredeti minősége romlott. A szennyvíz tisztítás nélkül, úgynevezett szürkevízként visszaforgatható a fogyasztó vízrendszerébe, elhelyezhető emésztőgödörben vagy szikkasztóban, illetve elvezethető csatornahálózaton keresztül. A csatornahálózat kiépítése – ha lehet – fontosabb, mint a vezetékes ivóvízé. A környezetbe tisztítás nélkül visszaengedett víz szennyezettségének fokától függően környezetszennyezést okoz, illetve – a betegségek terjesztésével – közegészségügyi kockázatot hordoz magában. A szennyvíz-tisztítás mindazonáltal újkori igény, az első csatorna-hálózatok azonban már az ókorban megjelentek szinte minden civilizációban.
A kommunális szennyvíz az ipari felhasználók, illetve a háztartások által kibocsátott szennyvíz. Legfőképpen emberi salakanyagokból, ipari felhasználás során keletkezett szennyvízből, valamint tisztítási és tisztálkodási felhasználású vízből áll. A kommunális szennyvíz különösen fertőzésveszélyes, mivel igen nagy mértékben tartalmaz mikroorganizmusokat és egyéb szerves anyagokat.

## Tulajdonságai
A szennyvíz eredete szerint lehet háztartási (települési, kommunális), ipari vagy mezőgazdasági eredetű. Származásából már eleve következtetni lehet a szennyezés fokára és milyenségére.
Az egyes szennyvizek leírására használt fontosabb jellemzők:
- turbiditás (zavarosság): a fény vízbeli terjedését befolyásolják a benne található szilárd komponensek oldhatatlan részei, szerves anyagok, mikroorganizmusok és egyéb anyagok a fényszórás és az abszorbancia (fényelnyelés) miatt;
- lebegőanyag tartalom;
- ülepedési képesség: a mikro- és makroszennyezők frakcionális kiválása tulajdonságai;
- elektromos vezetőképesség;
- redoxi potenciál (oxidációs állapot).

## Szennyvízgyűjtés és -elvezetés
A keletkezett szennyvizet a fogyasztás helyéről vezetékrendszer szállítja tovább egy ideiglenes tárolóba (emésztőgödör, szikkasztó, általános nevén: közműpótló létesítmény) vagy a kommunális hálózaton keresztül közvetlenül vissza a természetbe, jobb esetben egy szennyvíztisztítóba. Ideiglenes tároló használata általában csak akkor megengedett, ha a kommunális csatorna még nem épült ki; ezekből később megfelelő teherautóval (szippantós kocsi) kell megfelelő helyre szállítani a vizet.
Maga a csatornahálózat általában gravitációs rendszerű, de az utóbbi időkben megjelentek a kényszeráramoltatású (vákuumos rendszerű, vagy nyomottvizes) megoldások is: míg az előbbit szennyvízgyűjtésnek nevezzük, és az anyagmozgatást a gravitációs erő végzi, addig az utóbbit szennyvízszállításnak nevezzük, melyet vákuum vagy nyomószivattyúk működtetnek. A két rendszer együtt is alkalmazható: a távolabbi területek felé való továbbítás történhet nyomás alatt, míg a helyi gyűjtés lehet gravitációs rendszerű is. A kedvezőtlen adottságú, elsősorban nagy kiterjedésű, vagy eltérő terepszintre települt településeken elkerülhetetlen feladat a szennyvízátemelés. 
A csatornakiépítés minősége és anyagának megválasztása fontos, hiszen a rosszul szerelt csőkötéseken a szennyvíz a környezetbe szivárog (exfiltrál), magas talajvízszint esetén a szennyvíz bejutva a vízvezetékbe akár a fogyasztókhoz is visszajuthat  (infiltrál). Napjainkban Magyarországon a szennyvízhálózat anyagának megválasztása az ivóvízhálózat építésénél is szigorúbb.

### Kommunális szolgáltatás
Magyarországon a számlázási alap az elfogyasztott vízmennyiség, melynek beszedése azonos üzemeltető esetén a vízdíjjal együtt történik. Amíg az ivóvíz ára maximált, illetve hatósági árformába tartozik, addig a szennyvízdíj a szabad árformába tartozik – az ármegállapítás jogköre az önkormányzatoké (rendeleti út).

## Szennyvíztisztítás
A szennyvízterhelést egyes településeken nem a lakosság számával számolják, hanem az ún. "lakosegyenérték" ("LE") alapján. A lakosegyenérték a szennyvízterhelés nemzetközileg elfogadott mértékegysége. Egy LE azt a szerves, biológiailag lebontható terhelést jelenti, amelynek ötnapos biokémiai oxigén igénye (BOI5) 60 g oxigén naponta. Alkalmazása lehetőséget ad a különböző eredetű települési szennyvizek szennyezettségének összehasonlítására.
A keletkező szennyvíz szennyező anyagainak olyan mértékű eltávolítása, illetve minőségi átalakítása, melynek során a tisztított víz a természetes befogadókba kerülve ott ne okozzon károsítást.

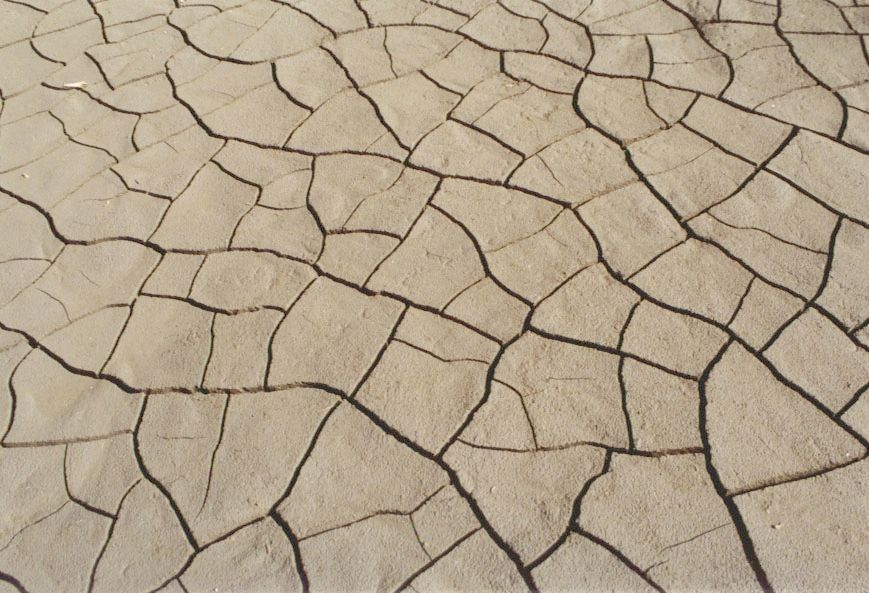
Szennyvíziszap

Célja a befogadó lebontóképességét meghaladó szennyezés szükséges mértékű visszatartása, szilárd formában, szennyvíziszapként való elkülönítése, ennek kezelése (kihelyezése), mindezt a lehető legnagyobb ártalom-mentesítés mellett és minél kisebb anyagi, illetve energia-ráfordítással. A jól tisztított szennyvíz minősége közeli az ivóvízéhez, a környezetet nem károsítja. Az iszap (illetve a járulékos szerves anyag) trágya gyanánt felhasználható a mezőgazdaságban vagy elhelyezhető a kijelölt depóniákban.
A szennyvíz tisztításának sorrendje: mechanikai, biológiai (vegyi anyagok felhasználása nélkül a szennyvízben találhatómikroorganizmusok és más fertőző szennyeződések elpusztítása például UV berendezésekkel vagy ózonnal) és kémiai (történhet például klórral). Mivel a szennyezettség mértéke és mennyisége napszakonként változik, a tisztítás módját ehhez rendszerint automatizáltan igazítják.

## Szennyvízkibocsátás
| Terület                   | Szennyvízkibocsátás |
| ------------------------- | ------------------- |
| Magyarország              | 100 l/fő/nap        |
| Nagy-Britannia            | 150 l/fő/nap        |
| Amerikai Egyesült Államok | 575 l/fő/nap        |
| Afrika                    | <20 l/fő/nap        |
| Világátlag                | 50 l/fő/nap         |

## Lásd még
- Szennyvizekben levő szerves anyag meghatározása